# محمد عبد السلام (ناطق رسمي)
عبد السلام صلاح أحمد فليته المعروف باسم محمد عبد السلام ولد في 1982 بمدينة صعدة، هو المتحدث الرسمي باسم حركة أنصار الله الحوثيون منذ 2007 إلى الآن، ورئيس مجلس إدارة شبكة المسيرة الإعلامية ورئيس وفد الحركة في مفاوضات السلام اليمنية، قد كانت أعلنت السعودية مقتله بغارة جوية سعودية على مركز في مديرية رازح بمحافظة صعدة في العام 2009. وهو الآن لازال الناطق الرسمي لجماعه انصار الله

## النشأة والتعليم
ولد محمد عبد السلام في 1982 بغرب مدينة صعدة وتلقى تعليمه الأولي لدى والده صلاح أحمد فليته أحد علماء المذهب الزيدي في اليمن وتعلم على يده في مسجد بني معاذ القرآن والفقه والتجويد واللغة العربية والخطابة وأكمل دراسته الثانوية، وشارك في المراكز الصيفية لحركة الشباب المؤمن وتلقى دورات تدريبية في مجال الإعلام.

## النشاط السياسي
أنظم في وقت مبكر لحركة أنصار الله الحوثيون وفي 2006 خلال الحرب الرابعة بين الحركة والحكومة اليمنية شارك في تأسيس القطاع الإعلامي للحركة وعمل في المكتب الإعلامي لقائد الحركة عبد الملك الحوثي وأصبح في 2007 المتحدث الرسمي باسمها وأسس في 2012 قناة المسيرة ورأس مجلس إدارتها، وقاد وفد المفاوضات لحركة أنصار الله في مفاوضات السلام اليمنية منذ العام 2015.